# 동천안 나들목
동천안 나들목(E.Cheonan IC)은 충청남도 천안시 동남구 성남면 화성리에 설치될 예정인 세종포천고속도로의 나들목이다. 2026년 12월에 개통될 예정이다.

## 역사
- 2020년 3월 10일 : 나들목 신설을 위해 천안시 도시계획시설 교통광장에 동남구 성남면 화성리 일원을 고시[1]

## 구조물 정보
- 위치 : 충청남도 천안시 동남구 성남면 화성리

## 접속하는 도로
- 5산단로